# Патрісія Робертс (баскетболістка)
Патрісія Робертс (англ. Patricia Roberts, 14 червня 1955) — американська баскетболістка.
Срібна призерка Олімпійських Ігор 1976 року.
Срібна призерка літньої універсіади 1977 року.